# 绢毛蒿
绢毛蒿（学名：Artemisia sericea）为菊科蒿属的植物。分布于蒙古、俄罗斯、克什米尔以及中国大陆的宁夏、内蒙古、新疆等地，生长于海拔600米至1,600米的地区，多生长于草原、林缘、干山坡、山谷以及荒地等地区，目前尚未由人工引种栽培。

## 别名
“陶尔干-沙里尔日”（蒙语名）